# 13구역: 얼티메이텀
13구역: 얼티메이텀(District 13: Ultimatum)은 2009년 개봉한 영화이다.

## 출연

### 주연
- 시릴 라파엘리
- 데이비드 벨

### 조연
- 필립 토레톤
- 다니엘 듀발
- 에로디 영
- MC 장 가브'1
- 라오니 모히드
- 파브리세 플렛친거
- 피에르-마리 모스코니
- 소피 듀카세

## 기타
- Line PD: 안드젤리야 블라이사블예빅
- 제작책임: 프랭크 리브리턴
- 미술: 허그즈 티산디어
- 배역: 허브 제쿠보위즈
- 배역: 마크 로버트